# Edinburgh Castle

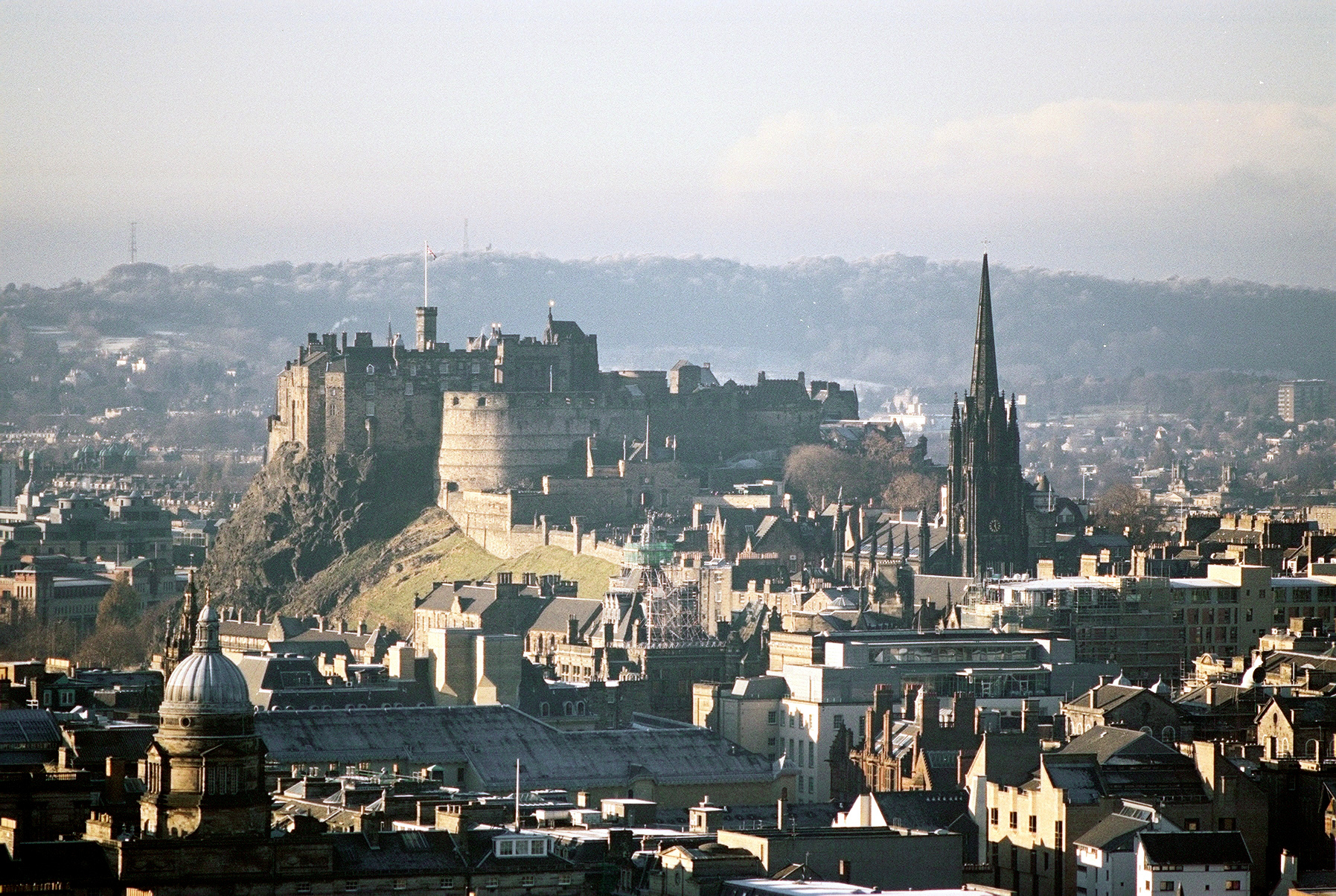
Blick von Arthur’s Seat

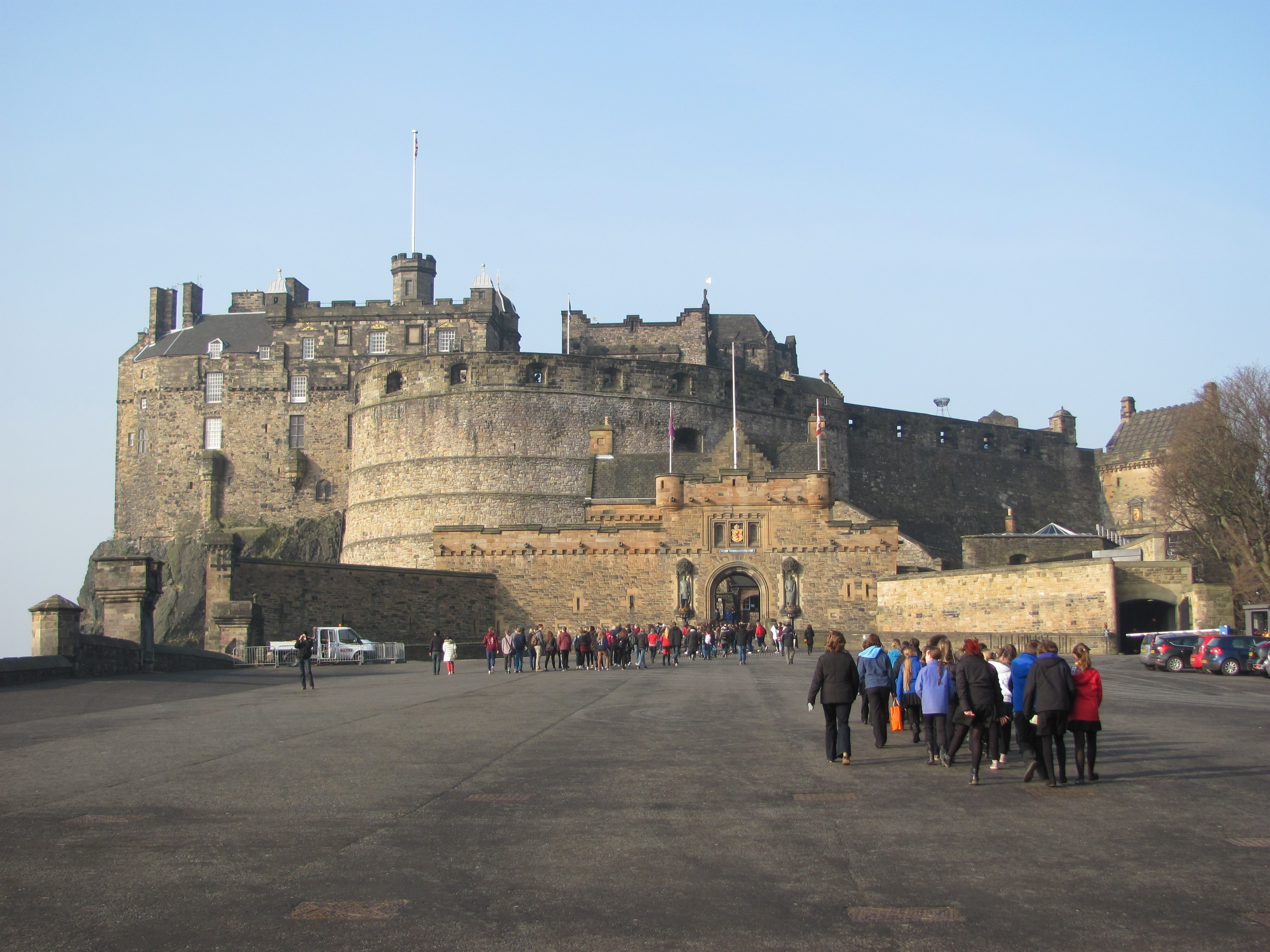
Esplanade und äußeres Tor

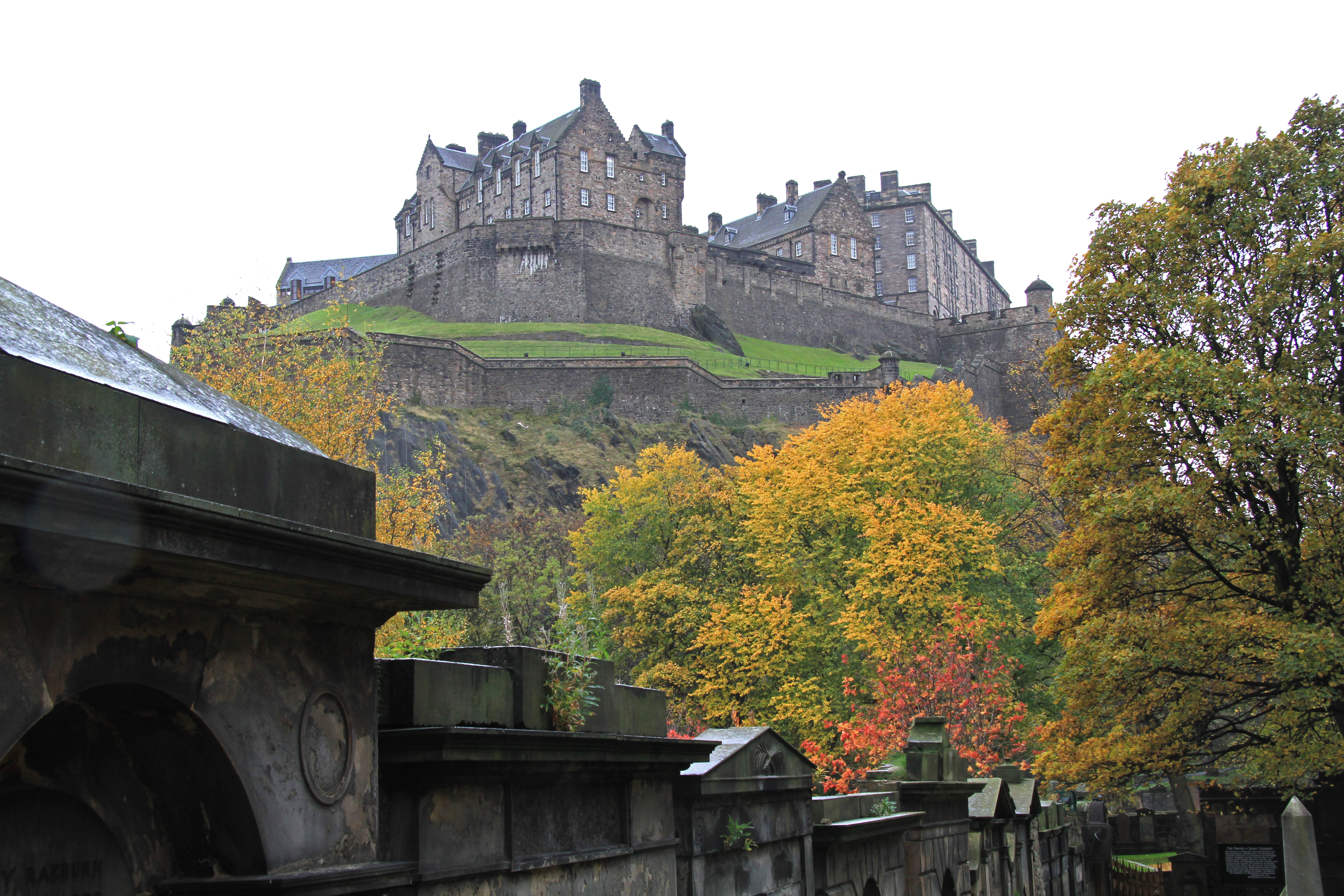
Rückseite

Die Burg Edinburgh Castle gilt als eine der bedeutendsten Sehenswürdigkeiten Schottlands. Die Höhenburg steht im Zentrum von Edinburgh auf dem Castle Rock.

## Geologie und erste Besiedlung
Der Castle Rock besteht aus Dolerit und ist vulkanischen Ursprungs. Die Felsformation entstand vor rund 340 Millionen Jahren, als über Jahrhunderte flüssiges Magma aus dem Erdinneren hervorquoll. Nach dem Erkalten der Lava wurde der Kegel mit Sedimenten bedeckt. Das Sedimentgestein, das sehr viel weicher war als das Dolerit, wurde später durch eiszeitliche Gletscher wieder abgetragen. Dabei bewegte sich das Eis etwa von Westen nach Osten, was dazu führte, dass auf der Ostseite, im „Windschatten“ des Doleritfelsens, ein langgestreckter, sanft abfallender Höhenzug stehenblieb – ein Phänomen, das im Englischen als crag-and-tail bezeichnet wird. So entstand das Plateau, das etwa 120 Meter über dem Meeresspiegel und circa 80 Meter über dem umgebenden Gelände der Stadt liegt. Nach drei Seiten hin fällt der Fels fast senkrecht ab. An der Ostseite ist die Steigung hingegen so gering, dass das Bergplateau auf dieser Seite problemlos zu Fuß zu erreichen ist. Diese geologische Besonderheit machte den Castle Rock schon früh zu einem idealen Platz für den Bau einer Verteidigungsanlage oder zu einem Rückzugsort bei drohender Gefahr.
Bei mehreren archäologischen Ausgrabungen auf dem Gelände der heutigen Anlage konnten Besiedlungsspuren nachgewiesen werden, die bis etwa ins 9. Jahrhundert vor Christus zurückreichen. Die Funde deuten auf eine erste Bebauung mit großen Rundhäusern hin. Ab dem 2. Jahrhundert nach Christus lässt sich aufgrund der archäologischen Funde eine kontinuierliche Besiedlung des Castle Rocks mit sehr hoher Wahrscheinlichkeit annehmen.

## Geschichte

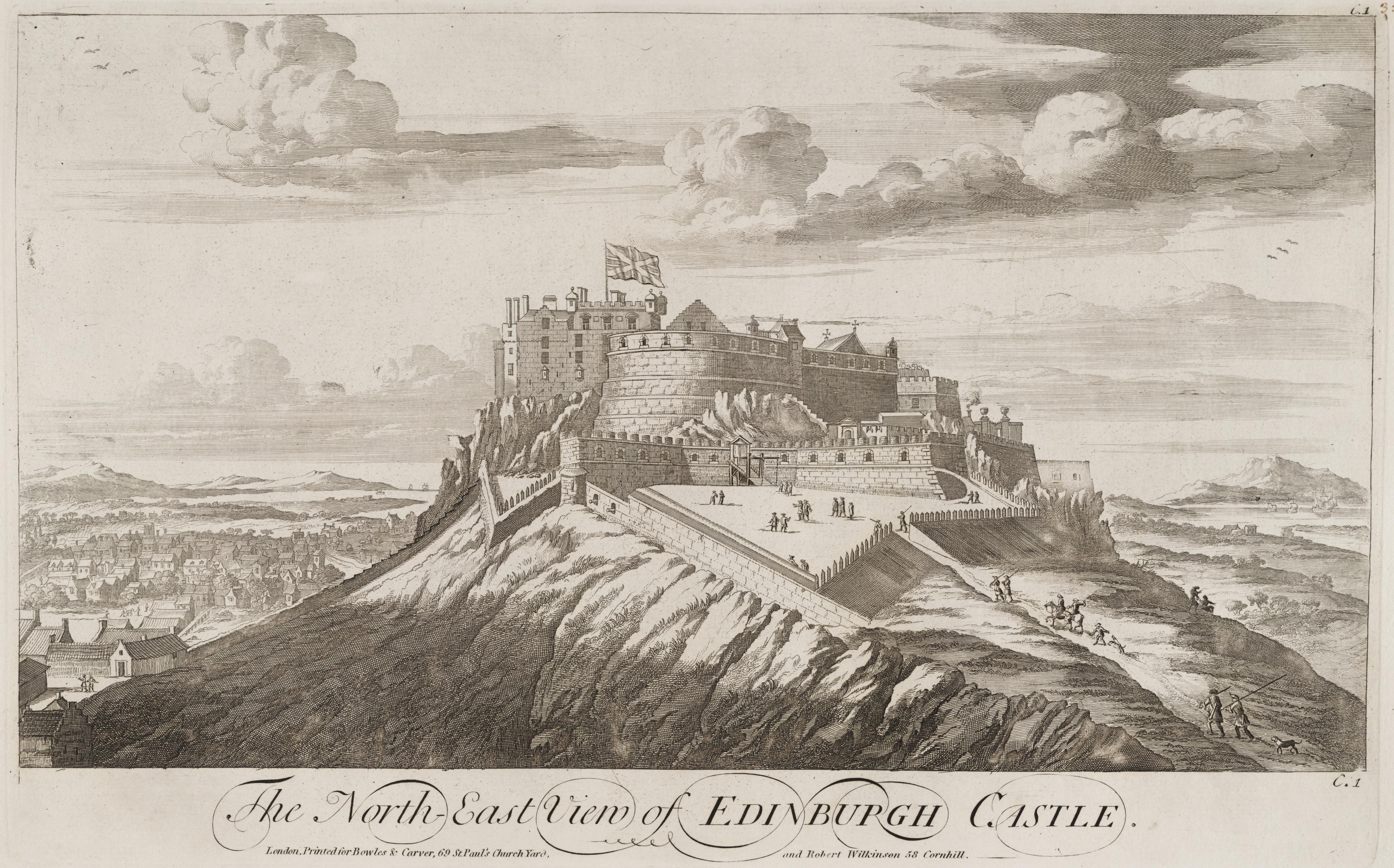
Edinburgh Castle 1675 (mit geplanten, aber nicht realisierten Vorwerken)

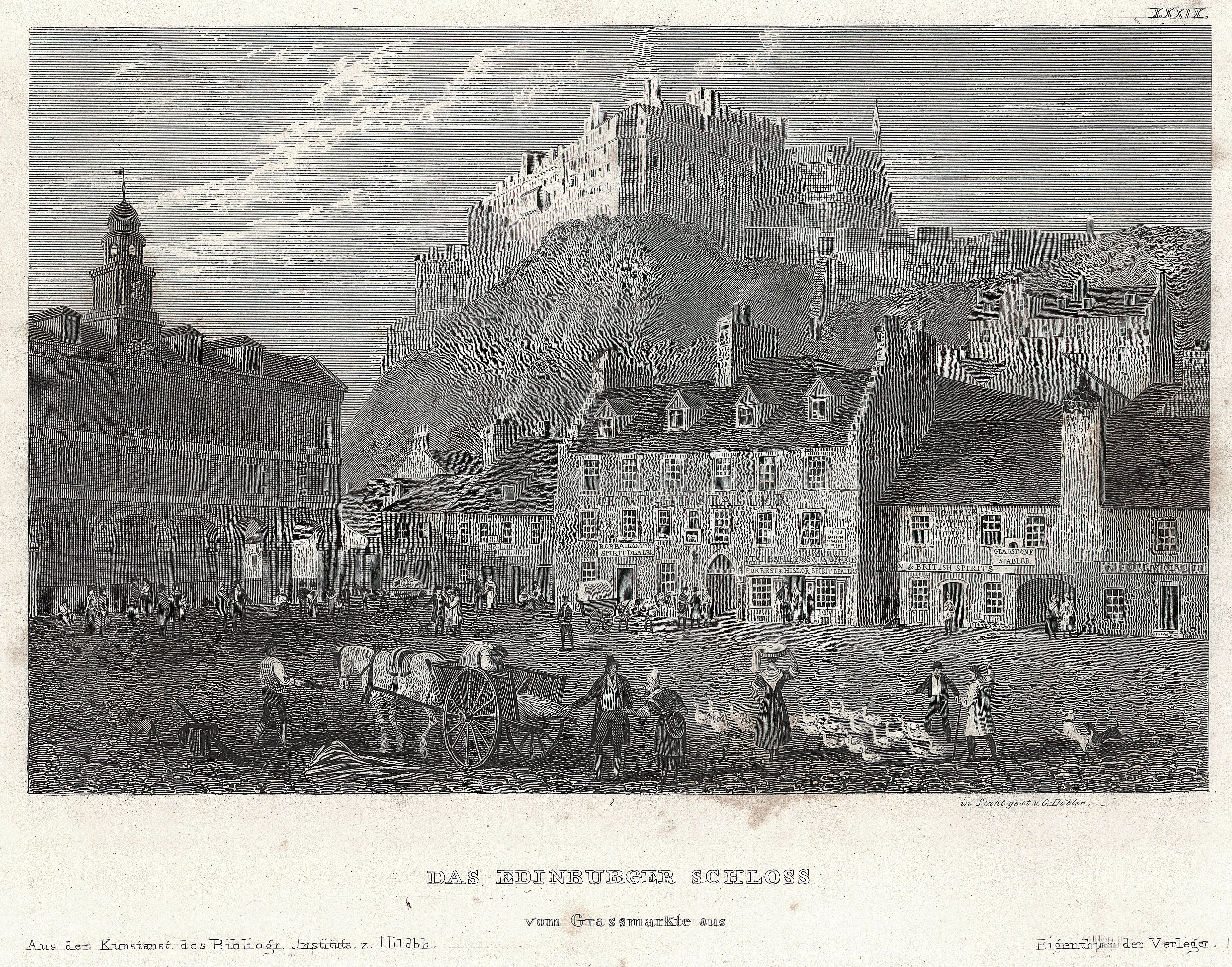
Blick auf Edinburgh Castle ca. 1833

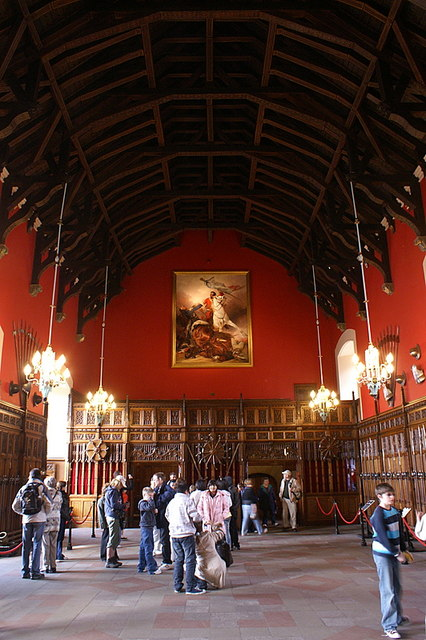
Die Große Halle

Wann der Castle Rock zum ersten Mal mit einer Burg bebaut wurde, ist nicht sicher zu datieren. In dem in walisischer Sprache verfassten Epos Y Gododdin wird im Zusammenhang mit Kampfhandlungen, die vermutlich im 7. Jahrhundert stattgefunden haben, Din Eidyn erwähnt, was übersetzt so viel wie Burg des Eidyn bedeutet. Dementsprechend wird allgemein davon ausgegangen, dass der Castle Rock im 7. Jahrhundert mit einer Burg bebaut war. Diese Annahme ist aber mit vielen Unsicherheiten behaftet. Archäologisch nachweisen lässt sich lediglich, dass der Castle Rock im frühen Mittelalter bewohnt war. Ob es sich dabei um eine Burg gehandelt hat, ist aber nicht mehr feststellbar. Darüber hinaus ist es fraglich, ob es sich bei dem in Y Gododdin erwähnten Din Eidyn tatsächlich um Edinburgh handelt.
Die erste zweifelsfreie urkundliche Erwähnung von Edinburgh Castle findet sich in der Chronica gentis Scotorum. Dies ist eine von John Fordun im 14. Jahrhundert verfasste Chronik Schottlands. In ihr wird im Zusammenhang mit dem Tod von König Malcolm III. im Jahr 1093 eine Burg in Edinburgh erwähnt. Dieses Datum korrespondiert sehr gut mit der heutigen Bausubstanz. Das älteste erhaltene Gebäude, die St. Margaret’s Chapel, stammt vom Anfang des 12. Jahrhunderts. In den nachfolgenden Jahrhunderten wurde Edinburgh Castle vielfach belagert, zerstört und wieder aufgebaut.
Erst im Jahre 1314 konnte die Burg durch Sir Thomas Randolph, den Neffen von Robert the Bruce, zurückerobert werden. Die Anlage wurde daraufhin bewusst zerstört, fiel 1335 wieder an die Engländer und wurde 1341 durch eine List von Sir William Douglas und seinen Schotten erneut eingenommen. Während der schottischen Unabhängigkeitskriege (1296–1357) wurde es mehrfach von englischen Truppen erobert bzw. von schottischen Truppen zurückerobert, wodurch die vorhandene Bausubstanz zum Großteil zerstört wurde.
David II., der Sohn von Bruce, ließ die Festung nach seiner Rückkehr nach Schottland schließlich neu errichten. Nach seinem Tode 1371 endete die Regentschaft der Dynastie Bruce und die Königswürde ging an die Stuarts (Stewarts) über, unter deren Herrschaft das Schloss zu einer der wichtigsten Königsburgen Schottlands wurde. Hier residierte auch Maria Stuart, die Cousine von Königin Elisabeth I. von England, ehe sie 1567 im Loch Leven Castle gefangengesetzt und zur Abdankung zugunsten ihres einjährigen Sohnes Jakob VI. gezwungen wurde.
Weitere Belagerungen folgten in den Jahren 1571 bis 1573, 1640, 1650, 1689 und 1745. Als Folge der zahlreichen Kampfhandlungen wurden die Befestigungsanlagen immer wieder zerstört, erneuert und ausgebaut, so dass sich heute auf dem Bergplateau Gebäude aus fast allen Jahrhunderten nach 1200 finden. Da Teile des Castles noch heute von der 2. Britischen Infanteriedivision als Garnison genutzt werden, stammen die neuesten Bauten aus dem 21. Jahrhundert.

## Besucherzahlen
2019 wurde das Edinburgh Castle von rund 2,20 Millionen Personen besucht. 2024 betrug die Besucherzahl etwa 1,98 Millionen Personen.

## Stone of Scone
Zwischen 1996 und 2024 befand sich im Schloss der sagenumwobene Stone of Scone, auf dem seit dem Mittelalter zunächst die schottischen, später die englischen Könige gekrönt wurden und der sich seit 1296 unter dem Krönungsthron in Westminster befunden hatte. Der Stein war auf Befehl von Edward I. nach der Eroberung der Burganlage abtransportiert worden. Der Stein wurde 2023 zur Krönung von Charles III. in die Westminster Abbey und danach zurück nach Schottland gebracht.

## Die One O’Clock Gun

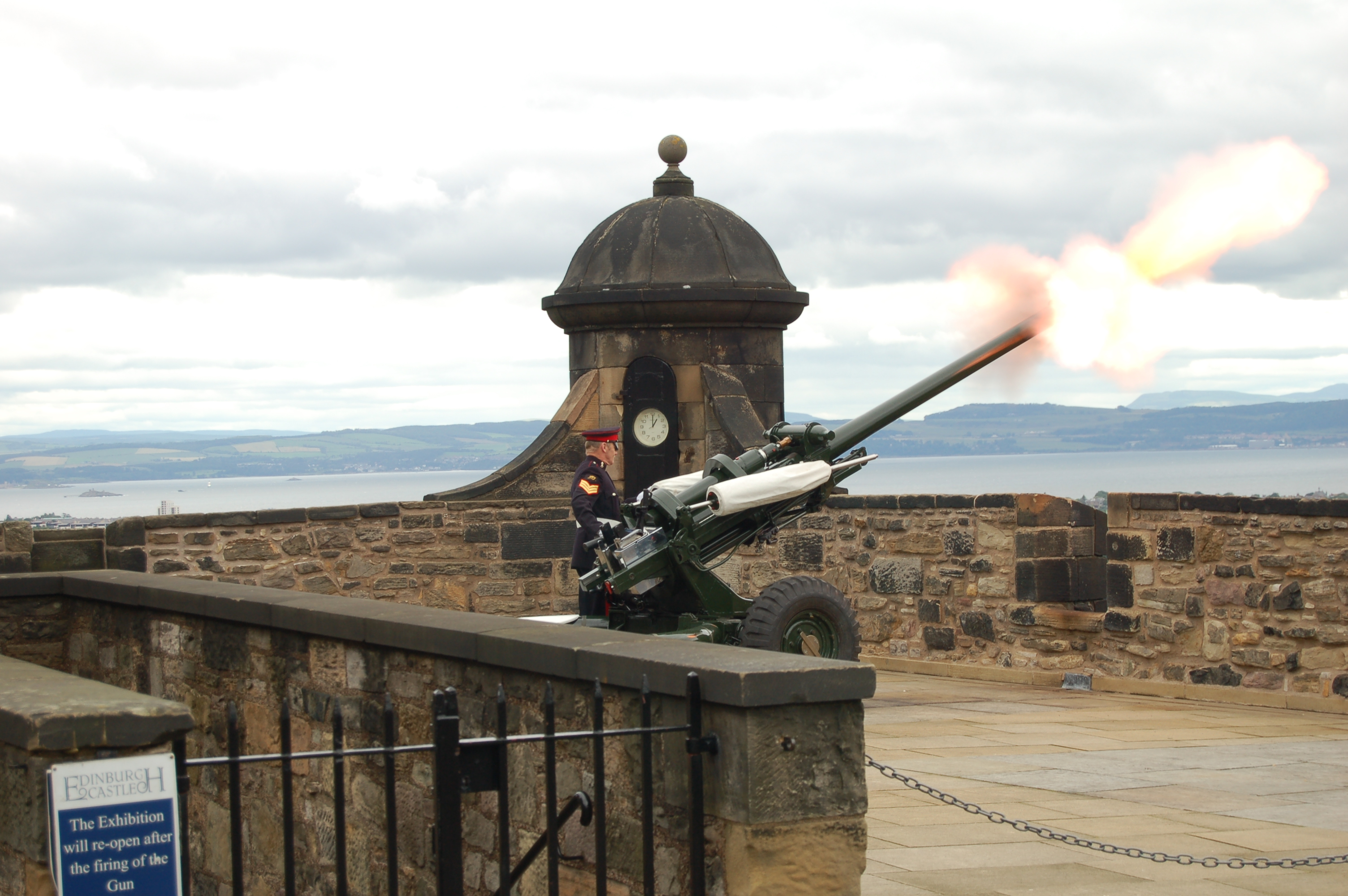
Die 13-Uhr-Kanone

Die One O’Clock Gun (13-Uhr-Kanone) wird täglich, außer sonntags, um Punkt 13 Uhr Ortszeit abgefeuert. Der Ursprung dieser Tradition liegt in der Zeit der Seefahrer, als die Segelschiffe im Firth of Forth eine exakte Zeitvorgabe brauchten, um ihre Chronometer zu justieren. Obwohl die Kanone in der Zeit der Atomuhren eigentlich nicht mehr benötigt wird, hat sich doch das Abfeuern der Kanone zu einer eigenen Touristenattraktion entwickelt und wird deshalb fortgesetzt. Die Kanone wird zusätzlich einmal an Neujahr zur Ankunft des neuen Jahres abgefeuert.

## Mons Meg

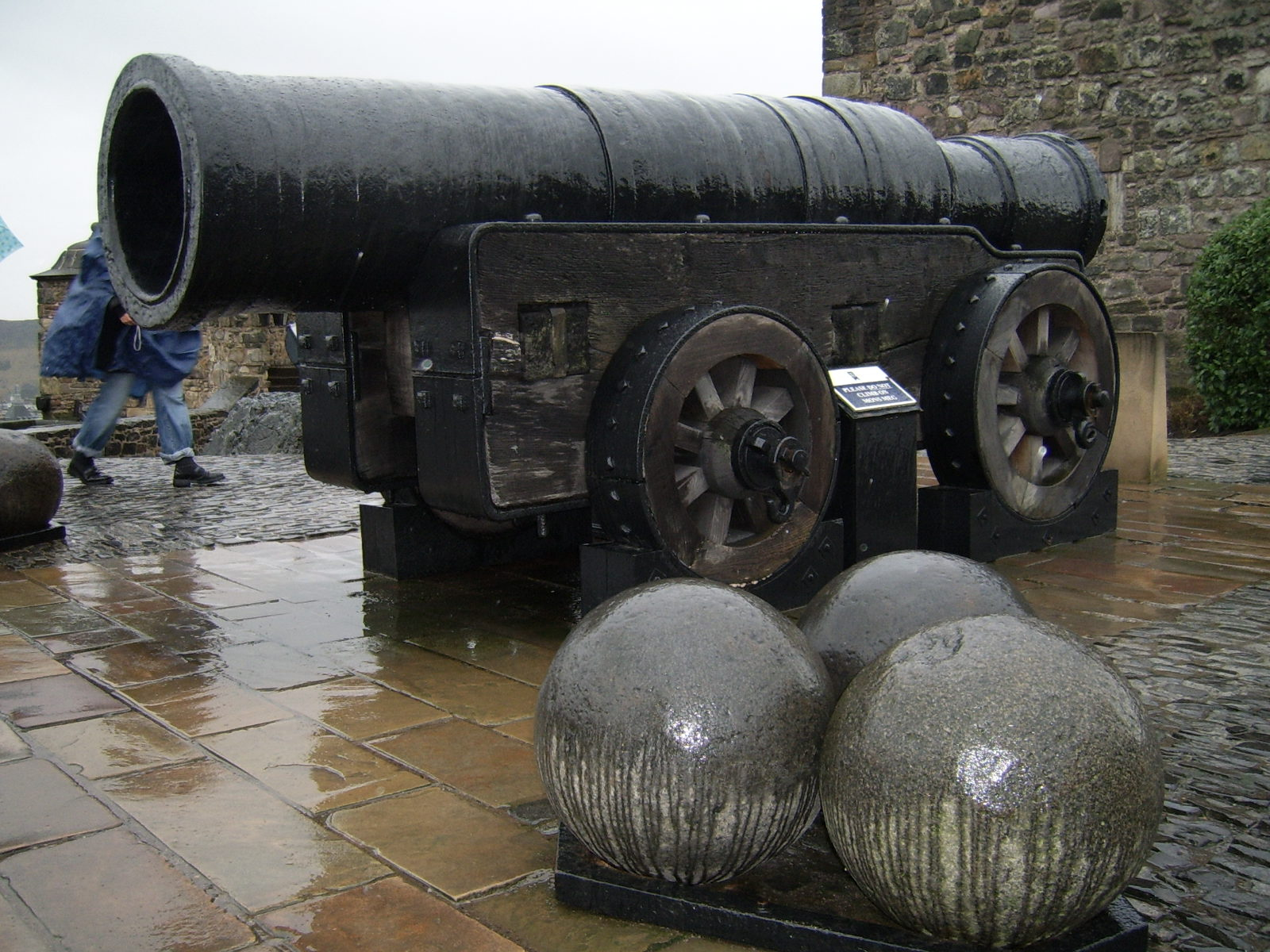
Mons Meg, 2008

Im Edinburgh Castle ist neben anderen Geschützen auch die Mons Meg ausgestellt, ein Riesengeschütz aus der ersten Hälfte des 15. Jahrhunderts mit einem Kaliber von 50 cm und einem Gewicht von 6,6 Tonnen.

## Edinburgh Military Tattoo

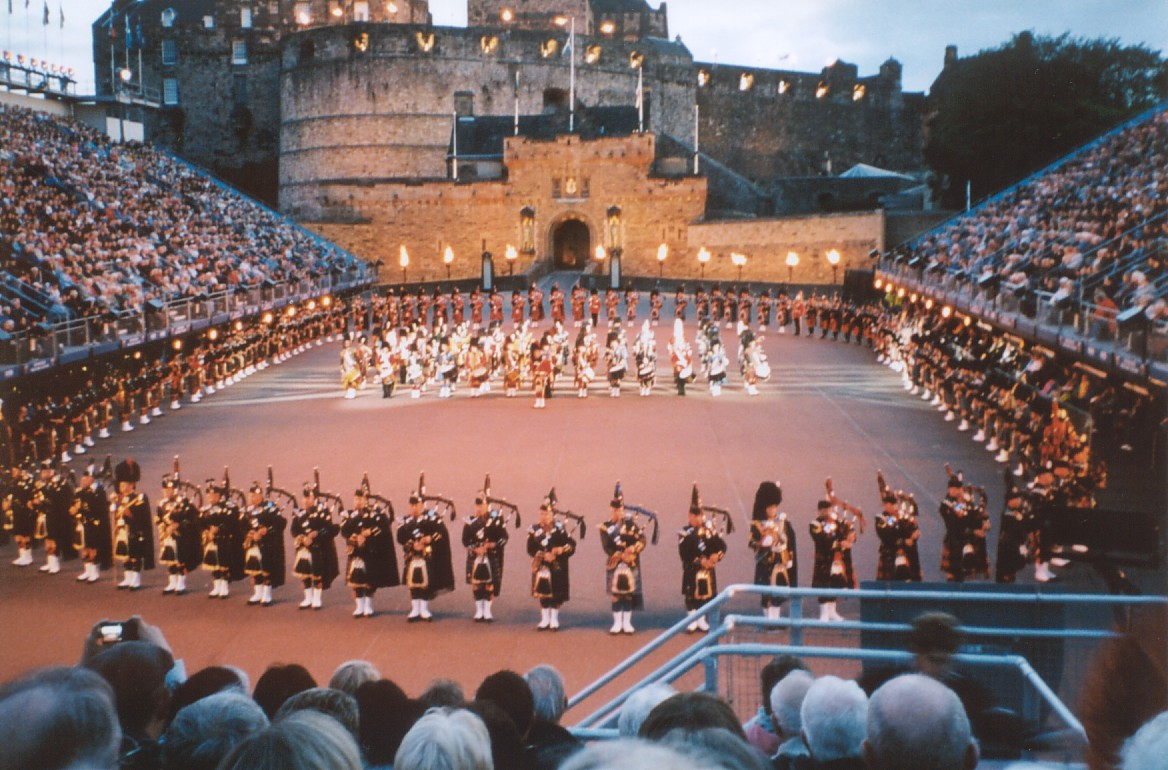
Massed Pipes and Drums während des Edinburgh Military Tattoo, 2009

Direkt vor dem Schloss, auf der so genannten Esplanade, findet seit 1950 jährlich im August das größte Musikfestival Schottlands, das Edinburgh Military Tattoo statt. Dargeboten wird vor allem, aber nicht ausschließlich Militärmusik. Hauptattraktion ist regelmäßig der Auftritt der Massed Pipes and Drums, einer Formation aus etwa 200 Dudelsackspielern und Trommlern. Auch viele andere jedes Jahr wiederkehrende Programmpunkte wie der Lone Piper oder die Highland Spring Dancers betonen den schottischen Charakter der Veranstaltung.